# Vent de Santa Ana

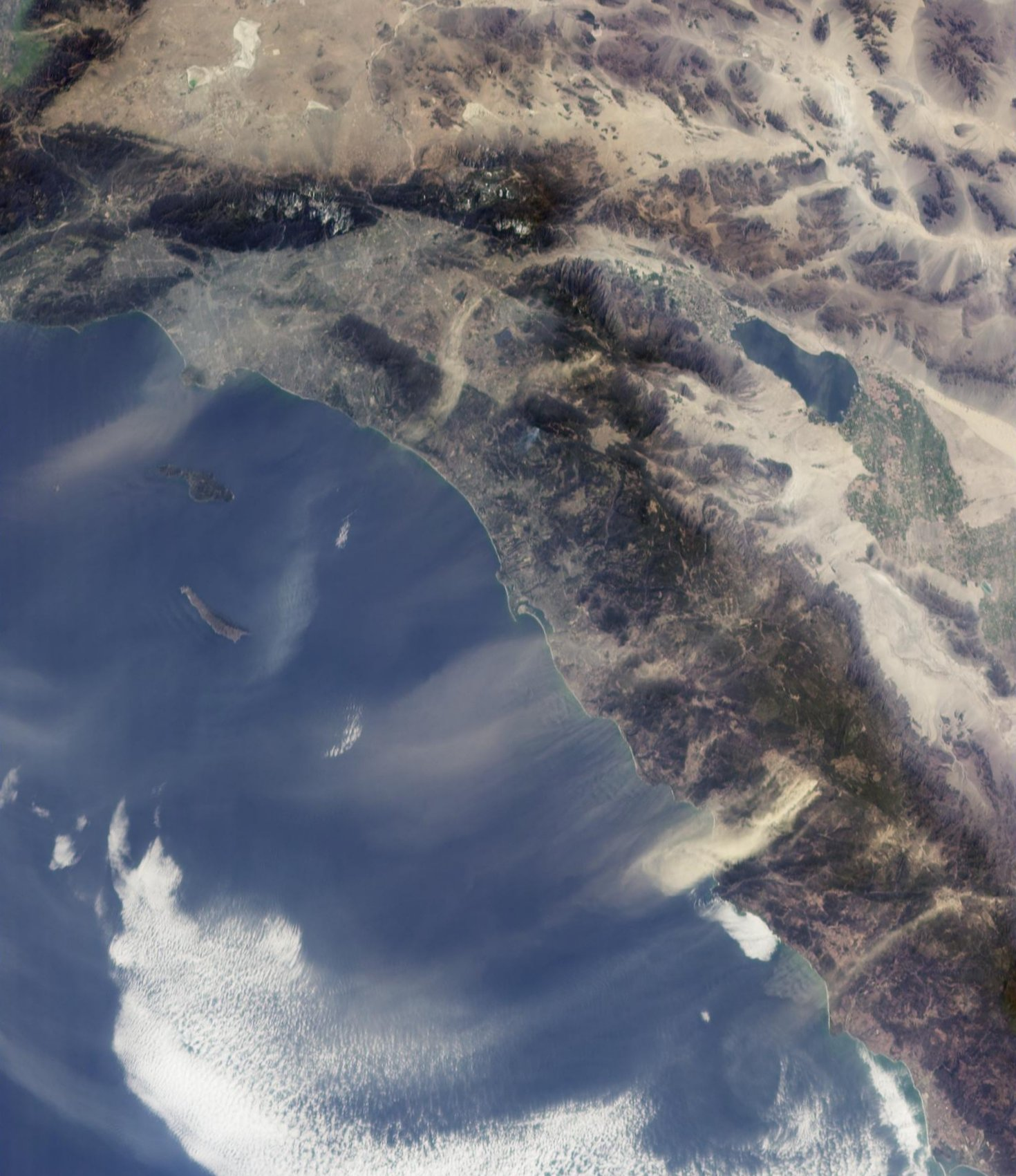
El vents de Santa Ana al sud de Califòrnia.

Els vents de Santa Ana són vents forts i extremadament secs caracterísitics del sud de Califòrnia i nord de Baixa Califòrnia. Bufen a finals de la tardor i a l'hivern. Poden ser calents o freds segons les temperatures que hi hagi a les regions font que són la Gran Conca i el desert de Mojave. Aquests vents sovint aporten el temps més càlid i sec de l'any i produeixen incendis forestals. L'etimologia del nom Santa Ana no està clara podria ser de les properes muntanyes Santa Ana o derivats de vent de Satanàs.

## Descripció
El vents Santa Ana són del tipus de vent catabàtic que resulten de les altres pressions en grans altituds a la Gran Conca entre Sierra Nevada i les Muntanyes Rocoses. Es diu sovint que l'aire s'escalfa i s'asseca quan passa pel desert de Mojave i el desert de Sonora però en realitat no és així. Quan arriba a la costa l'aire portat pel vent de Santa Ana té una humitat relativa sovint inferior al 10%.
La combinació de vent, calor i sequedat que acompanyen aquest vent torna la vegetació del chaparral en un combustible explosiu i provoquen grans incendis com el d'octubre de 2003 on cremaren 2.921 km².
Com a efecte positiu fa pujar les aigües fredes del mar a la superfície aportant molts nutrients i fa augmentar els peixos i, per tant, la pesca.

### Boira de Santa Ana
La Boira de Santa Ana és un fenomen derivat que es produeix quan acaba de bufar el vent de Santa Ana.

### Santa Ana fred
El vent Santa Ana pot ser també fred i sec i poden donar el temps més fred de l'any a Califòrnia.